# Merdeka (Medan Baru)
Merdeka is een bestuurslaag in het regentschap Medan van de provincie Noord-Sumatra, Indonesië. Merdeka telt 7879 inwoners (volkstelling 2010).